# Boudica
Boudica o Boadicea (segons els romans, Boudicca o Boadicea, en gal·lès Buddug) (~30 - 61) era una reina celta-brítona de la tribu dels icens. És coneguda per haver organitzat una revolta de les tribus brítones contra l'ocupació romana de les Illes Britànniques.
El que sabem d'ella ens ha estat explicat per dos historiadors romans: Tàcit (en els seus Annals i en la Vida de Gneu Juli Agrícola) i Cassi Dió (en la seva Història de Roma). Ells l'anomenen Boadicea Victoria. Per tant, és possible que Boudica no fos el seu nom real, sinó que fos anomenada així pels seus seguidors, a causa de Budiga, dea celta de la victòria, i d'aquí en derivés el nom llatí.
| «                             | Era molt alta. Els seus ulls semblaven apunyalar-te. La seva veu era aspra i forta. El seu espès cabell entre el color marró i el vermell, li queia per sota la cintura. Sempre duia un enorme collaret d'or al voltant del coll i una capa de tartà subjectada amb un fermall. | » |
| — Cassi Dió, Història de Roma | |   |

## Orígens i context històric

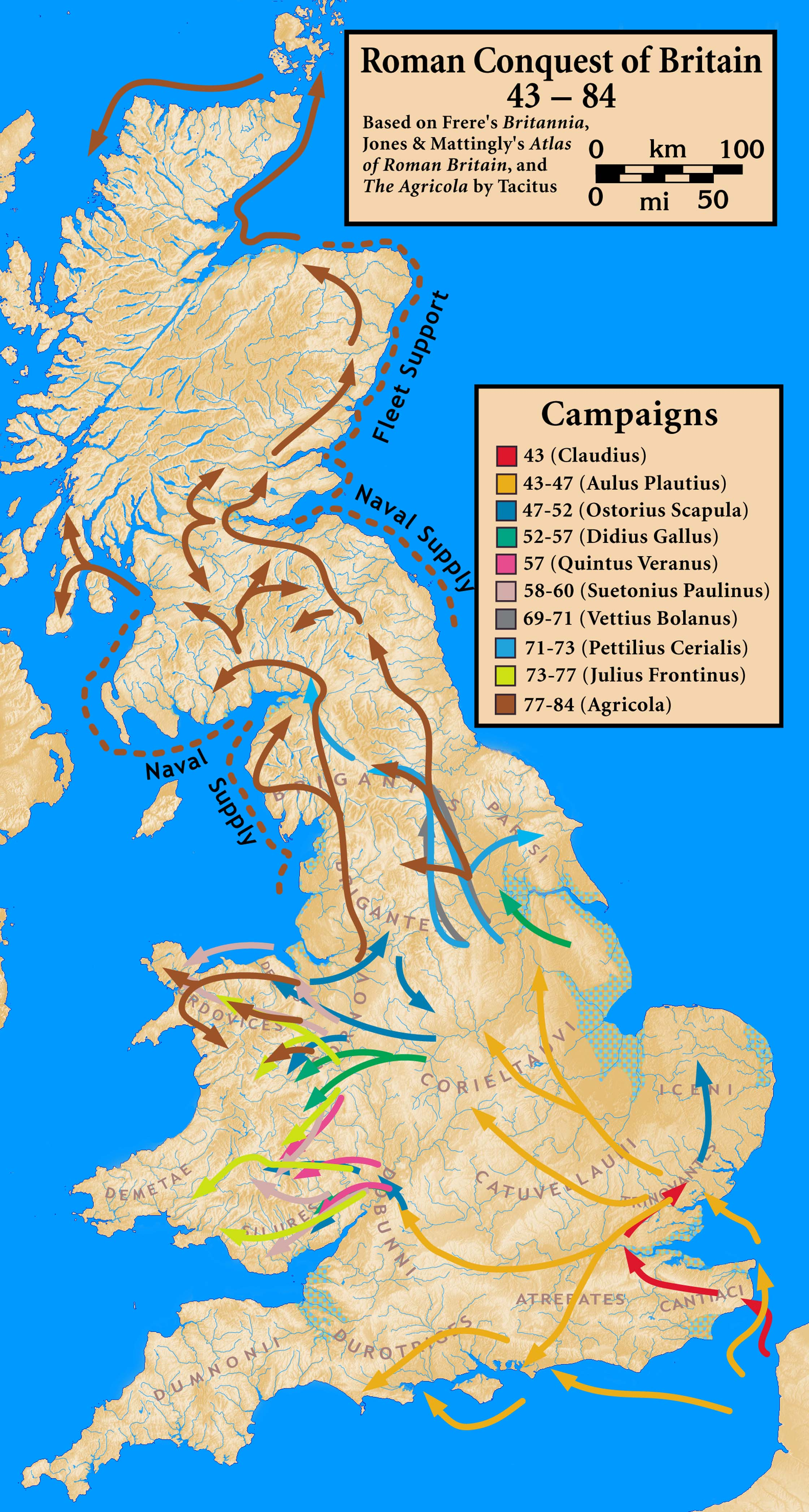
Campanyes de la conquesta romana de Britànnia

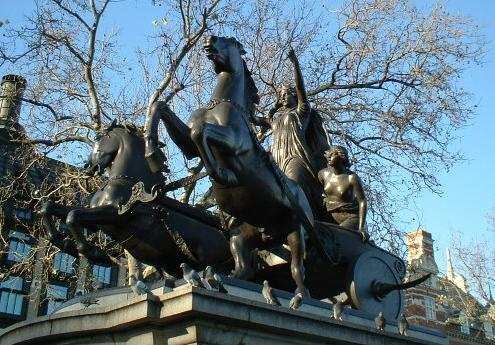
Estàtua de Boudica, a Londres, amb les seves dues filles dalt del carro. Realitzada el 1905 per Thomas Thornycroft

Boudica va néixer al voltant de l'any 30 en una família noble. Cap al 48, es va casar amb Prasútag, rei dels icens, una tribu que vivia a la regió propera a l'actual Norfolk. Van tenir dues filles. Pocs anys abans, el 43, l'emperador romà Claudi havia enviat 60.000 legionaris a l'illa de Britànnia amb la intenció de conquerir-la. La conquesta va ser ràpida. Algunes tribus, com els icens, no havien estat directament sotmeses sinó que s'havien aliat de bon grat amb els romans. Prasútag va ser mantingut (o col·locat) en el tron a canvi de la promesa de servir Roma. I així va ser fins que va morir de malaltia l'any 60 o 61.
Era un costum romà permetre als reis aliats mantenir la seva independència només mentre visquessin. A la seva mort, havien de deixar el seu regne en herència a Roma. En el testament, Prasútag havia deixat part de les seves terres i riqueses a l'emperador Neró, el successor de Claudi, però també en va deixar una part a les seves filles. Segons la legislació romana, era il·legal deixar part de les riqueses a tercers en un testament que pertanyia a l'emperador. Prasútag va pensar que, gràcies a la seva submissió i bona voluntat envers Roma, la seva família rebria un bon tracte i es permetria a les seves filles continuar governant. Però, encara que els celtes creien que la dona podia governar en iguals condicions que un home, els romans no pensaven el mateix. A més, la legislació romana no permetia heretar a les dones. Així que, quan Prasútag va morir, la seva voluntat va ser ignorada i el seu regne annexat a Roma com si hagués estat conquerit. Terres i propietats van ser confiscades i els nobles tractats com a esclaus. Segons Tàcit, Boudica va ser assotada i les seves filles violades.

## La rebel·lió
Boudica, meditant sobre la injustícia que suposava tot allò, va incitar els icens, els trinovants i altres tribus de la regió a llançar-se en una ferotge rebel·lió contra els romans. Aquell mateix any, el governador romà de les Illes Britàniques, Gai Suetoni Paulí, i gran part del seu exèrcit, es trobaven lluny, enmig de la conquesta de l'illa de Mona (Anglesey), al País de Gal·les. Llavors, els britons rebels van cremar Camulodúnum, van derrotar la legió IX Hispana, i van destruir Verulàmium i Londínium, matant tot romà que van trobar i també els britons pro-romans. Els informes romans, exagerats segurament, van elevar el nombre de morts a 70.000. Però, finalment, Boudica va ser derrotada en la batalla de Watling Street per l'exèrcit romà, i va decidir suïcidar-se. Tàcit compara aquesta victòria dels romans amb les grans victòries de Roma en temps antics.
L'illa de Gran Bretanya, que els romans creien pacificada, no ho estava en absolut, i va caldre molta feina per tornar a restablir-hi l'ordre. La feina va ser encara més difícil perquè el govern de Neró va acabar en el caos, i durant algun temps la política interior romana va fer del tot impossible tota acció militar a gran escala.

## Recuperació i llegenda moderna

### Literatura dels segles XVI i XVII

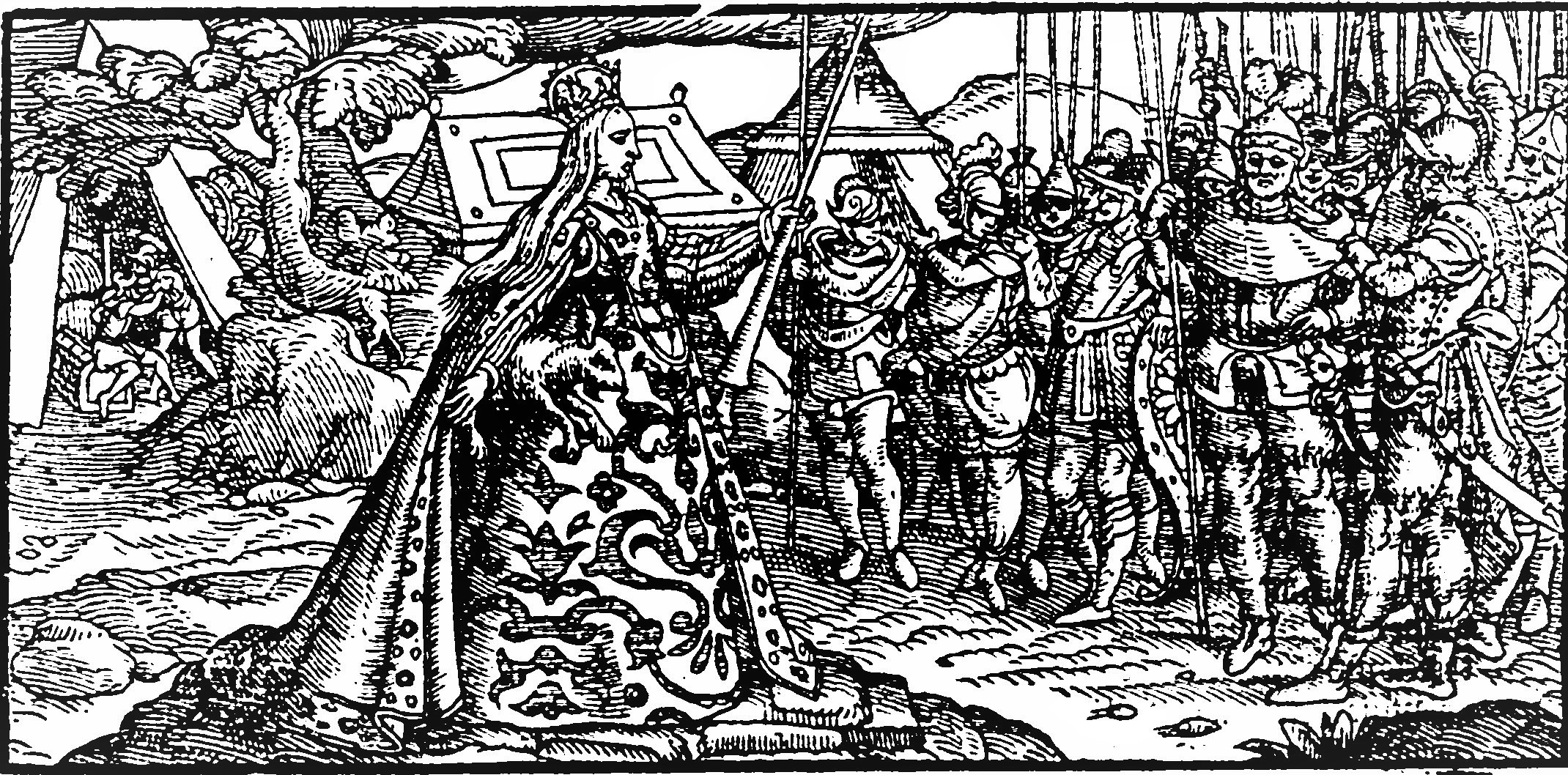
Buddica representada com a reina Tudor a les Cròniques de Holinshed (1577)

Durant el Renaixement, les obres de Tàcit i Cassi Dió van arribar a Anglaterra; les interpretacions que en van fer historiadors, poetes i dramaturgs van fer canviar l'estatus de Boudica. Boudica apareixia sota el nom de "Voadicia" en una història, Anglica Historia, de l'erudit italià Polydore Vergil, i a The History and Chronicles of Scotland (1526), de l'historiador escocès Hector Boece, és 'Voada'—la primera aparició de Boudica en una publicació a la Gran Bretanya.
A les seves Cròniques publicades entre 1577 i 1587, l'historiador anglès Raphael Holinshed l'anomenava "Voadicia". Una narració de l'erudit florentí Petruccio Ubaldini a Les Vides de les Dones Il·lustres del Regne d'Anglaterra i Escòcia (1591) inclou dos personatges femenins basats en Boudica, "Voadicia" i "Bunduica". Entre la dècada de 1570 i de 1590, quan l'Anglaterra d'Elisabet I es trobava en guerra amb Espanya, Boudica va resultar ser un actiu valuós per als anglesos.
El poeta anglès Edmund Spenser va fer servir la història de Boudica al seu poema The Ruines of Time, on apareix una heroïna britànica que anomena "Bunduca". Una variació d'aquest nom apareix a l'obra jacobea Bonduca (1612), una tragicomèdia generalment atribuïda a John Fletcher, on un dels personatges era Boudica. Una versió d'aquesta obra de 1695 anomenada Bonduca, or the British Heroine tenia música del compositor anglès Henry Purcell. Un dels temes de l'obra, "Britons, Strike Home!", es va convertir en una cançó patriòtica popular al Regne Unit durant els segles XVIII i XIX.

### Representació durant els segles XVIII i XIX

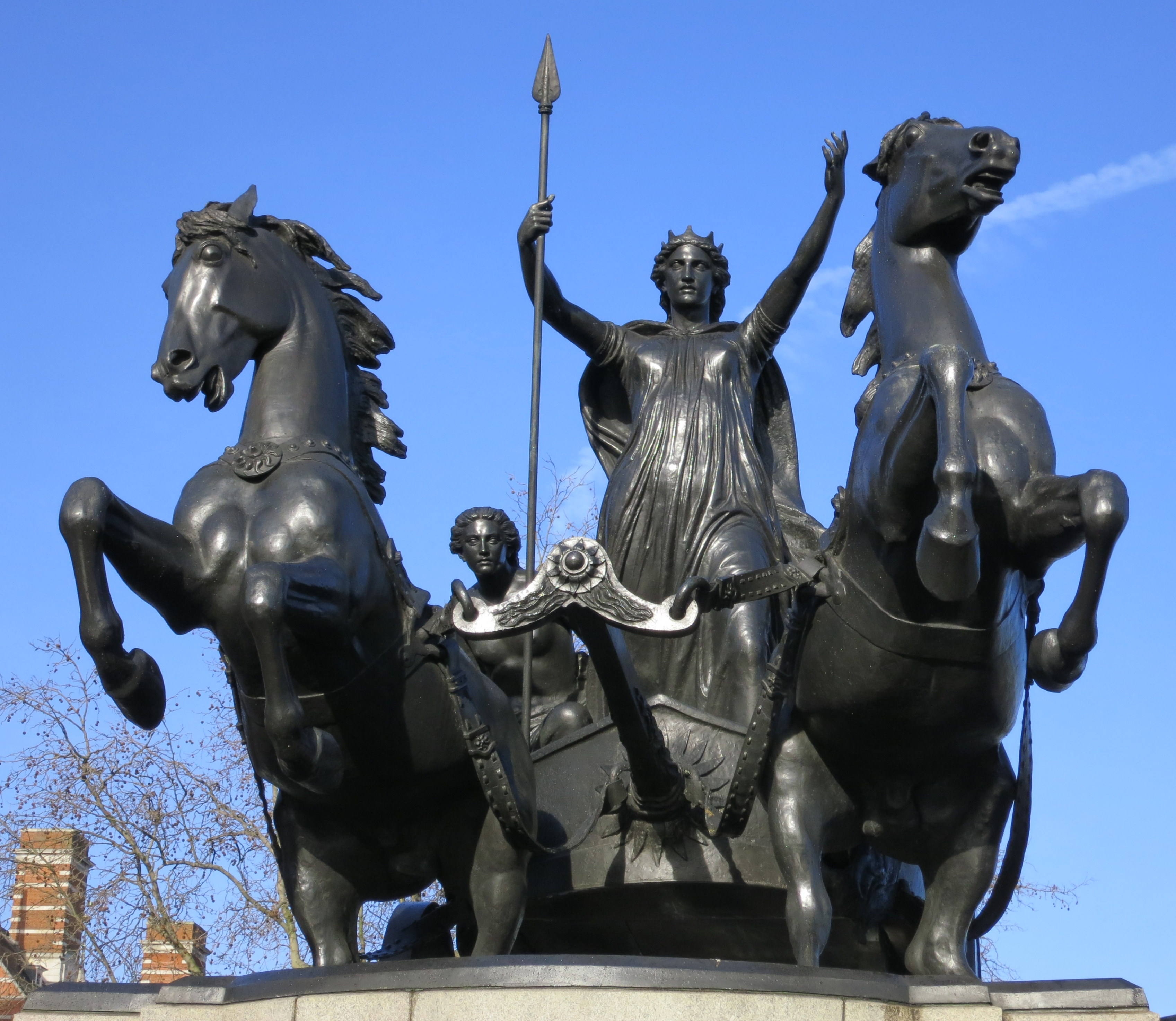
L'estàtua Boudica i les seves filles prop de Westminster Pier, a Londres

Cap a finals del segle XVIII, es va fer servir la figura de Boudica per desenvolupar idees sobre la nacionalitat d'Anglaterra. Les il·lustracions de Boudica d'aquest període—com les que apareixen al New, Complete and Authentic History of England (1790) d'Edward Barnard, i el dibuix de Thomas Stothard de la reina com a heroïna clàssica—no tenien rigor històric. La il·lustració de Boudica de Robert Havell a The Costume of the Original Inhabitants of the British Islands from the Earliest Periods to the Sixth Century (1815) de Charles Hamilton Smith va ser un primer intent de representar-la amb la màxima precisió històrica possible.
El poema Boadicea: An Ode, escrit per Cowper l'any 1782, va ser l'obra literària més notable que va posar en valor la resistència dels bretons, i va ajudar a projectar les idees britàniques d'expansió imperial. Va fer que Boudica es convertís en una icona cultural britànica i es percebés com una heroïna nacional. El poema Boädicéa d'Alfred Tennyson (escrit el 1859, i publicat el 1864) es basava en el poema de Cowper. Descrivia la reina icena com una guerrera violenta i sanguinària, i preveia el creixement de l'imperalisme britànic. La imatge que Tennyson tenia de Boudica provenia d'un gravat que Stothard havia produït el 1812. Una altra obra, el poema "Boadicea" (1859) de Francis Barker, contenia temàtiques fortament patriòtiques i cristianes.
Diversos llibres per a infants de l'època victoriana mencionaven Boudica; Beric the Briton (1893), una novel·la de G. A. Henty, amb il·lustracions de William Parkinson, tenia un text basat en els relats de Tàcit i Dió.
Boudica i les seves filles, una estàtua de la reina en el seu carro de guerra amb falques anacròniques als eixos de les rodes, és obra de l'escultor Thomas Thornycroft, feta sota l'mpuls del príncep Albert, que va prestar els seus cavalls com a models. L'èstatua, l'obra més ambiciosa de Thornycroft, es va produir entre el 1856 i el 1871, es va fondre el 1896, i es va situar al costat del pont de Westminster el 1902.

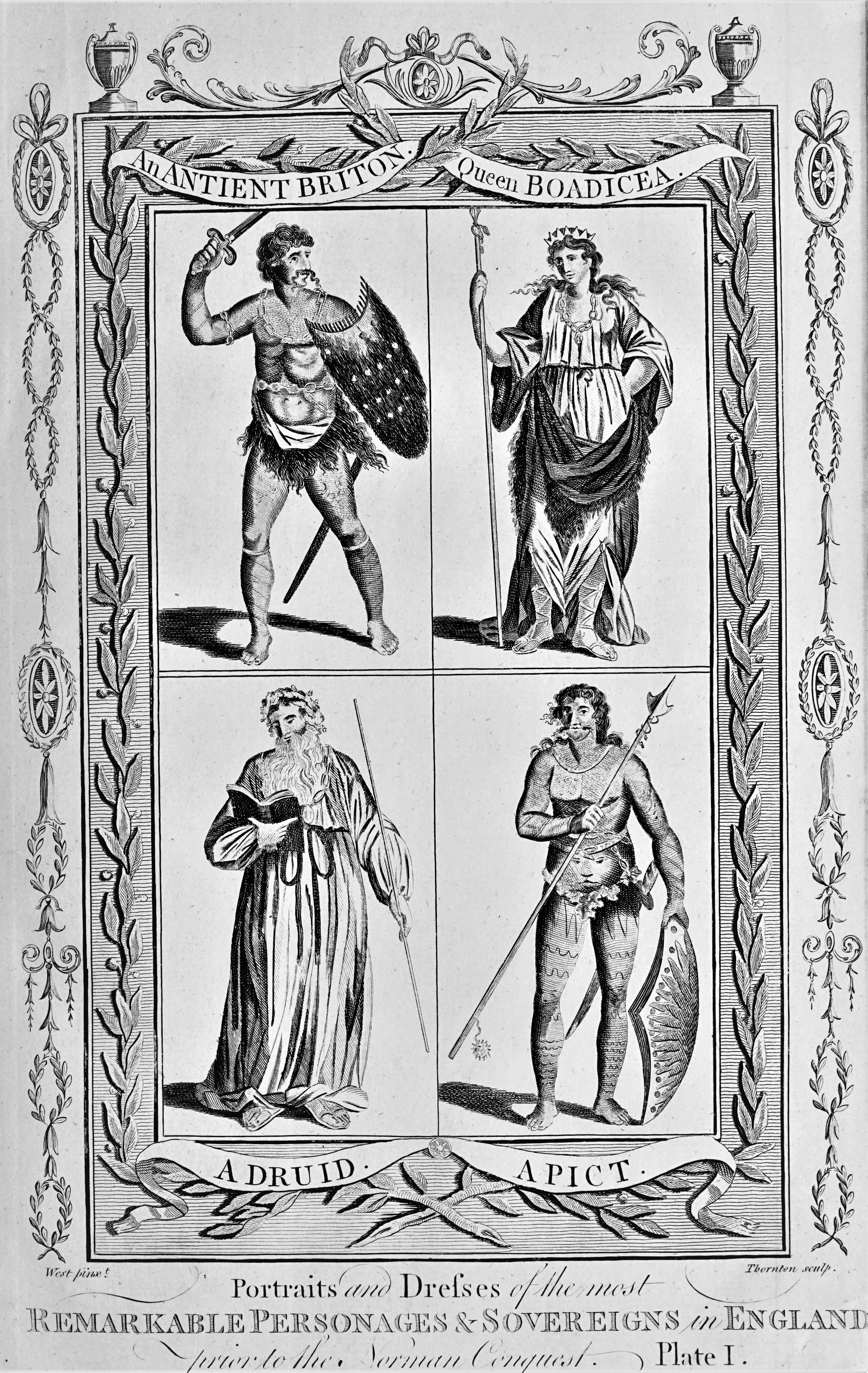
The History of England (1791), il·lustració de Francis West
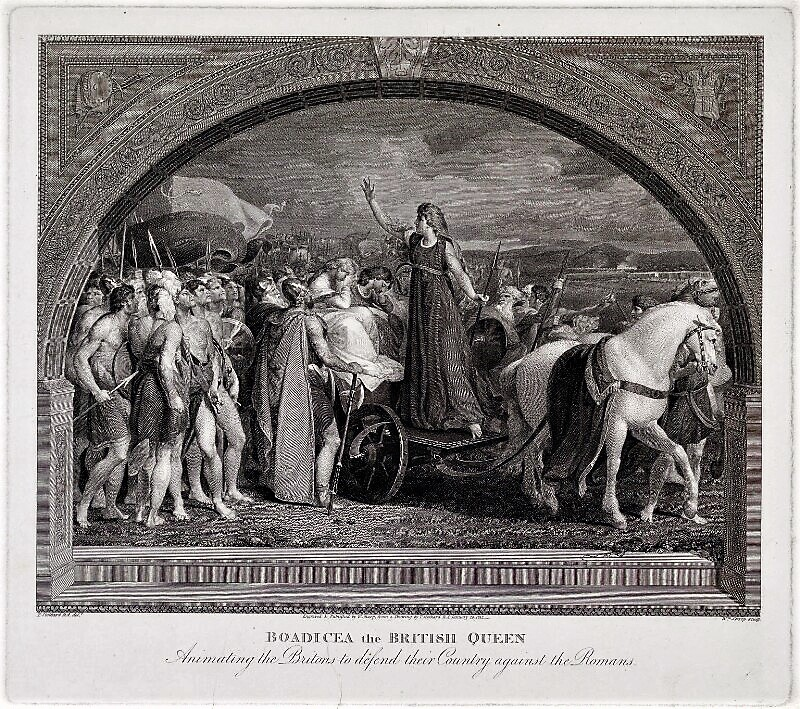
Gravat de William Sharp basat en Thomas Stothard (1812)
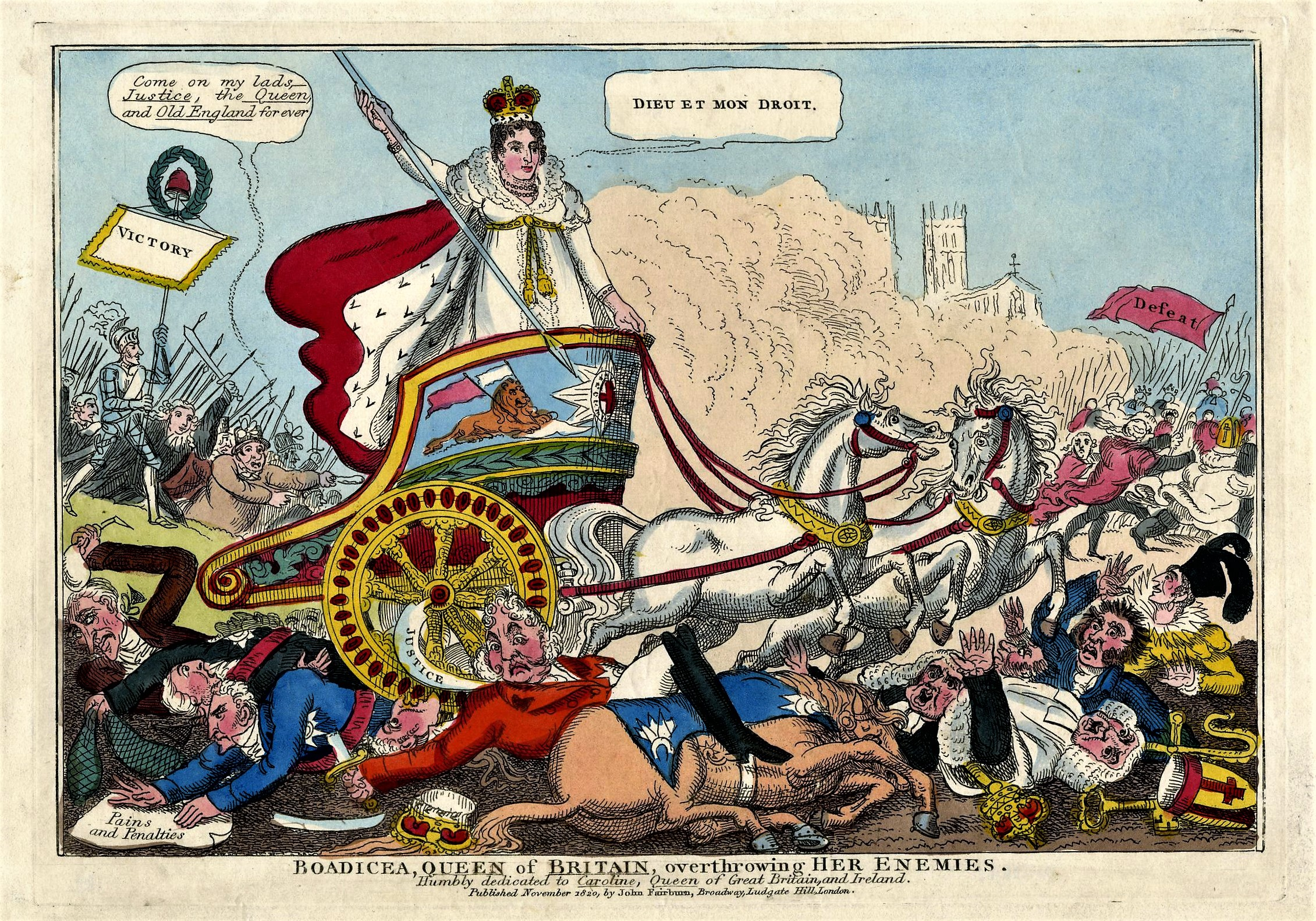
Caricatura de la reina Carolina (1820)
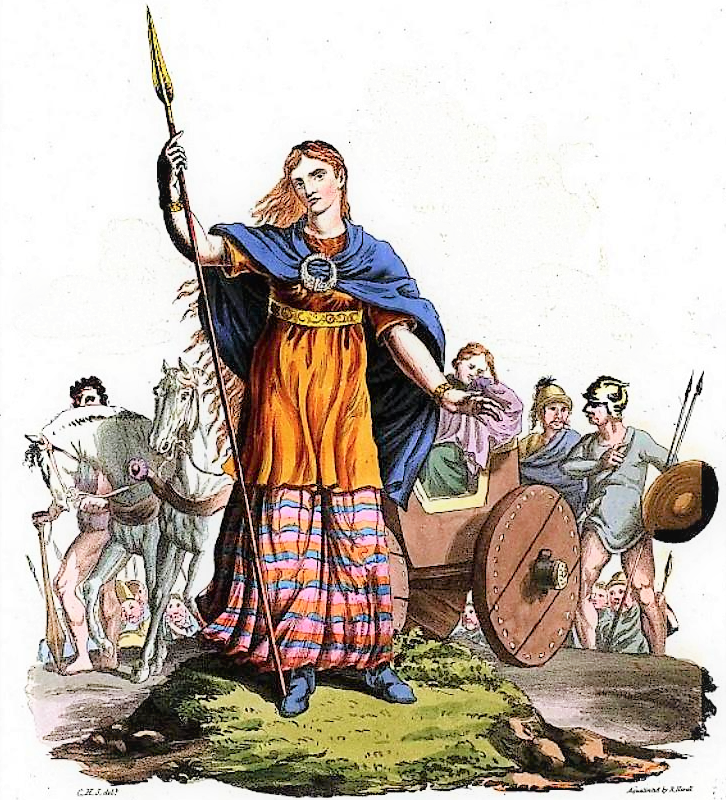
Robert Havell, The Costume of the Original Inhabitants of the British Islands (1821)
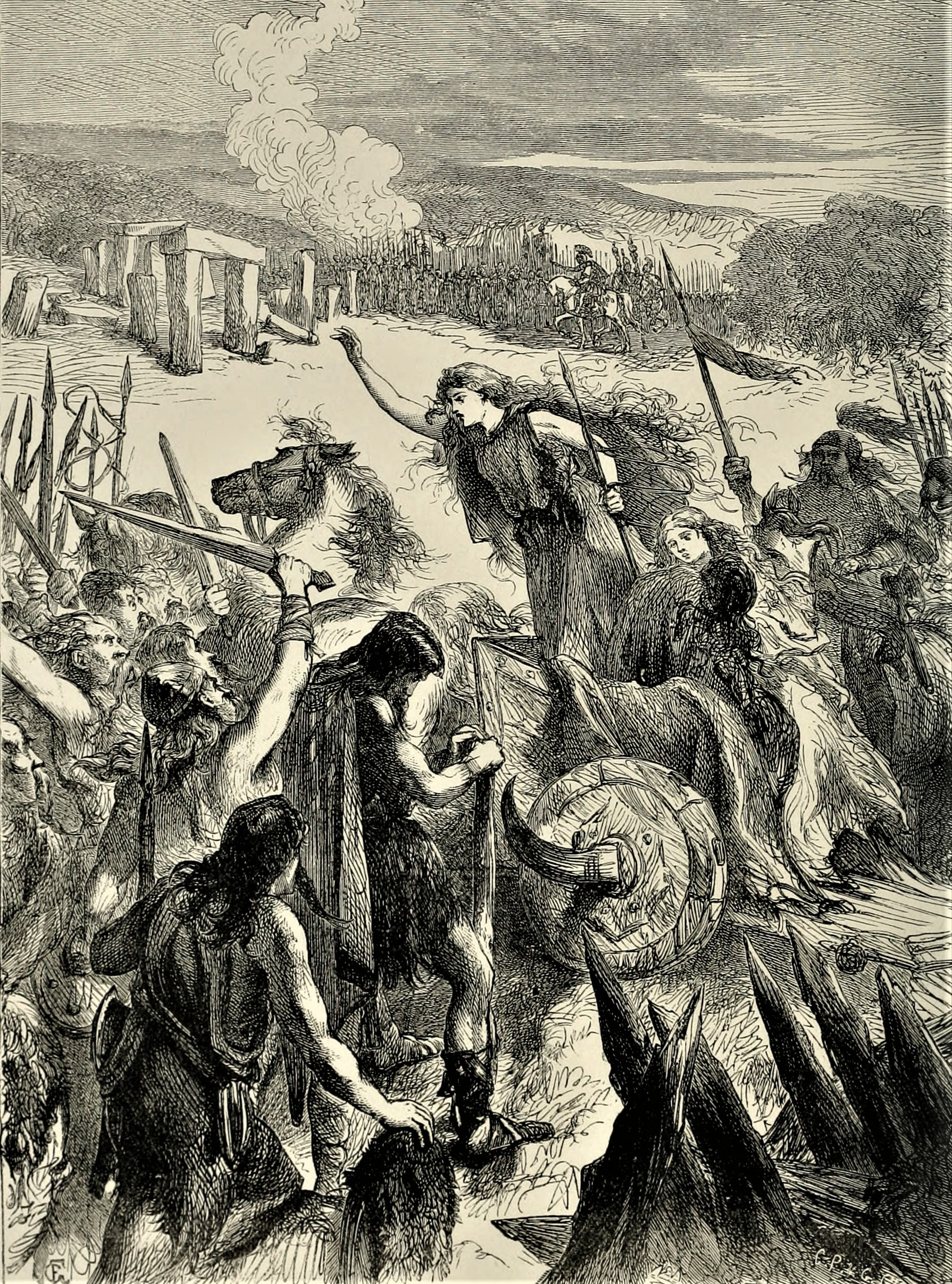
Illustrated History of England (1857), de John Cassell
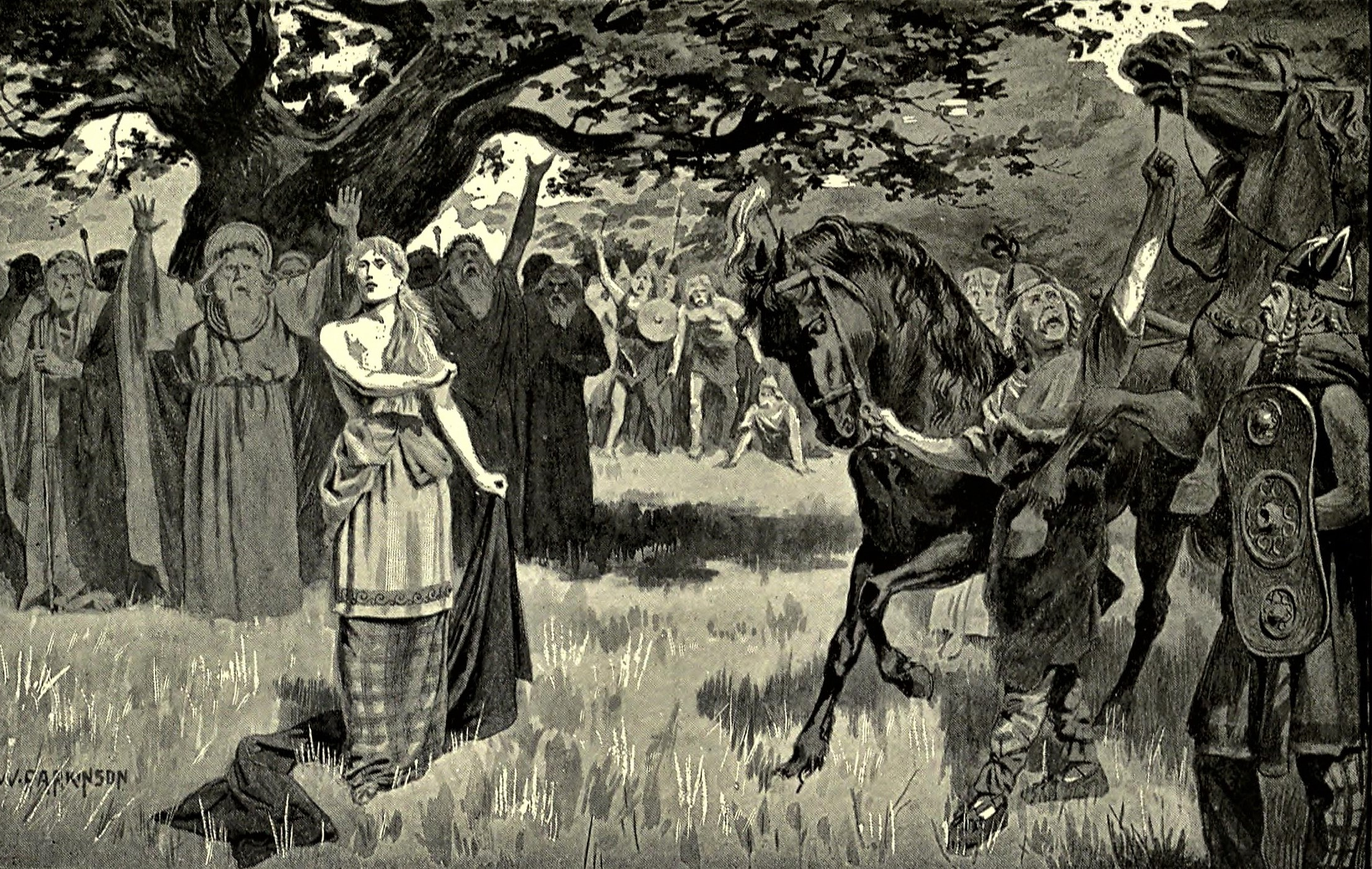
G.A. Henty, Beric, the Briton (1893)

### Segle XX i actualitat
Tot i que s'havia cregut que Boudica era enterrada a un lloc que avui seria entre les plataformes 9 i 10 de l'estació de King's Cross, no se n'han trovat proves, i probablement és una invenció posterior a la segona guerra mundial. A la façana sud de l'ajuntament de Colchester hi ha una estàtua de Boudica a mida real; també apareix representada en uns vitralls de Clayton and Bell a la cambra del consell.
Boudica va ser adoptada per les suffragettes com un dels símbols de la campanya pel sufragi femení. El 1908, es va mostrar una "pancarta de Boudica" en diverses marxes de la Unió Nacional de Societats de Sufragi Femení. Apareix com a personatge a A Pageant of Great Women, escrita per Cicely Hamilton, que es va estrenar a la Scala Theatre de Londres el 1609. En un pamflet de 1909, es descrivia com "l'eterna femenina... la guardiana de la llar, venjadora de les seves injustícies contra desfiguradors i desposseïdors".
Una "minoria vocal" ha reclamat Boudica com a heroïna cèltica gal·lesa. El 1916 David Lloyd George va inaugurar una a estàtua de Boudica amb les seves filles al Marble Hall de l'ajuntament de Cardiff, malgrat que l'opció havia tingut poc suport en la votació popular.
La rebel·ió de Boudica es descriu en diverses exposicions permanents al Museu de Londres, al museu del castell de Colchester i al Museu Verulamium. Un camí de 58 km conegut com a Boudica's Way uneix Norwich i Diss, a Norfolk.